# Subbekasha flabellifera
Subbekasha flabellifera là một loài nhện trong họ Linyphiidae.
Loài này thuộc chi Subbekasha. Subbekasha flabellifera được Alfred Frank Millidge miêu tả năm 1984.